# Mälbyviken

Mälbyviken är en vik av Mälaren belägen öster om Mälby vid udden Torshälla Huvud och väster om Ängsholmen. Utmed viken finns såväl fritids- som permanentbostäder samt bad och småbåtshamnar. Djupet uppgår till 1,5 m.

## Fotnoter

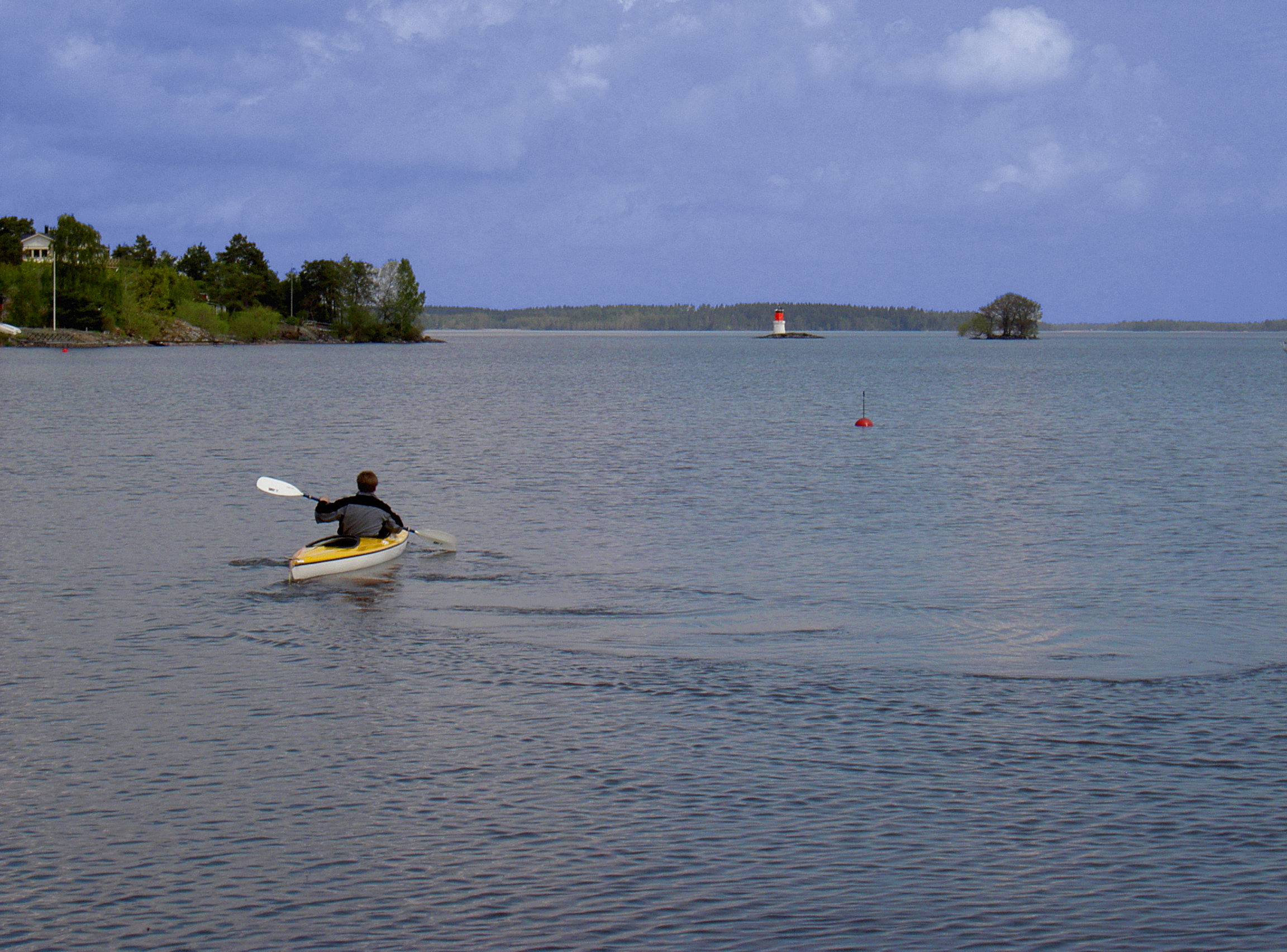
Vy från småbåtshamnen/badet

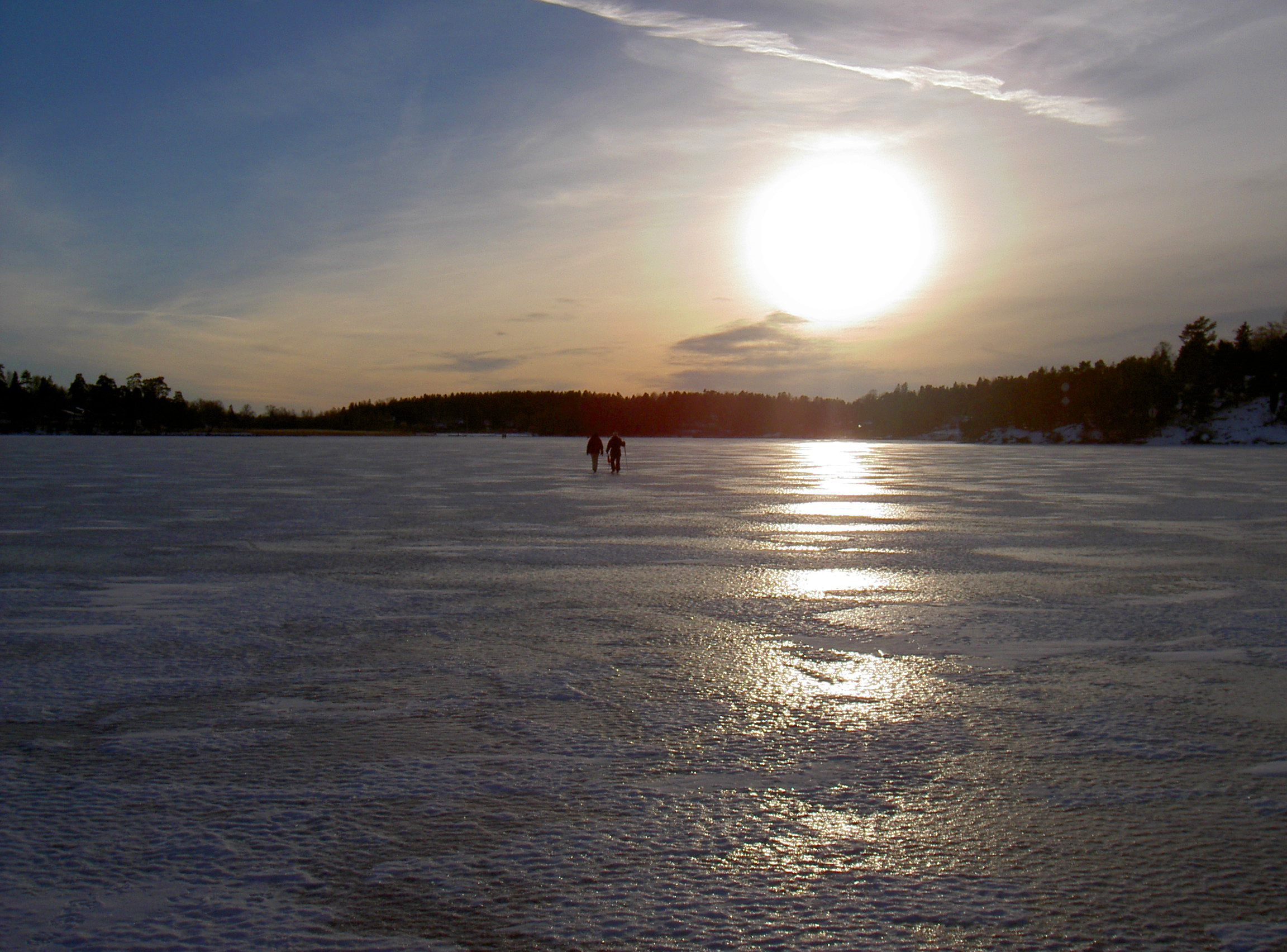
Vy från fyren strax norr om Torshälla huvud

1. ↑  Sjöfartsverket Båtsportkort Mälaren. 2008